# Жене, Марк
Марк Жене́ Герре́ро (исп. Marc Gené Guerrero, кат. Marc Gené i Guerrero, родился 29 марта 1974 года, Барселона, Каталония) — испанский автогонщик, пилот «Формулы-1» и «24 часов Ле-Мана».
Провёл 36 Гран-при «Формулы-1». В сезонах 1999 и 2000 выступал за Minardi, затем был тест-пилотом команд Ferrari и Williams. В 2003 и 2004 заменял травмированного Ральфа Шумахера в Williams. Всего за карьеру в Формуле-1 набрал 5 очков. Победитель 24 часов Ле-Мана 2009 года.
Его брат Хорди Жене также является автогонщиком и выступает в «WTCC» за заводскую команду SEAT.

## Первые годы
В 1987 году Марк Жене стал вице-чемпионом каталонского чемпионата по картингу (Национальный класс) в возрасте 13 лет; он выиграл этот чемпионат и национальный класс испанского чемпионата по картингу в 1988. В 1989 он выступал в европейском и всемирном чемпионатах. В 1990 году Жене выиграл основной класс испанского чемпионата по картингу и стал самым молодым пилотом в истории. Он снова выступил во всемирном чемпионате в 1991, заняв 13-е место по итогам сезона.
В 1992 Жене перешёл в «Формулу-Форд» и занял пятое место в испанском чемпионате с одной победой и двумя поул-позициями. В 1993 он стал вице-чемпионом европейского чемпионата с одной победой и тремя подиумами; также, Жене стал вторым в «Фестивале Формулы-Форд». В 1994 Жене стал новичком года в Британской Формуле-3; а в 1995 занял десятое место. В 1996 Жене выиграл чемпионат «FISA Superformula», а в 1997 он выступил в пяти гонках FIA Формулы-3000, очков не набирал. В 1998 он выиграл чемпионат «Open Fortuna by Nissan».

## Формула-1
Жене дебютировал в 1999 году, получив место в команде Minardi, где его напарником стал будущий напарник по Ferrari итальянец Лука Бадоер. Это был сложный год, однако после череды девятых и восьмых мест он заработал своё первое очко, а также первое для Minardi с сезона 1995 года, финишировав шестым на Гран-при Европы. Марк остался с Minardi в 2000 году, но не заработал ни единого очка.

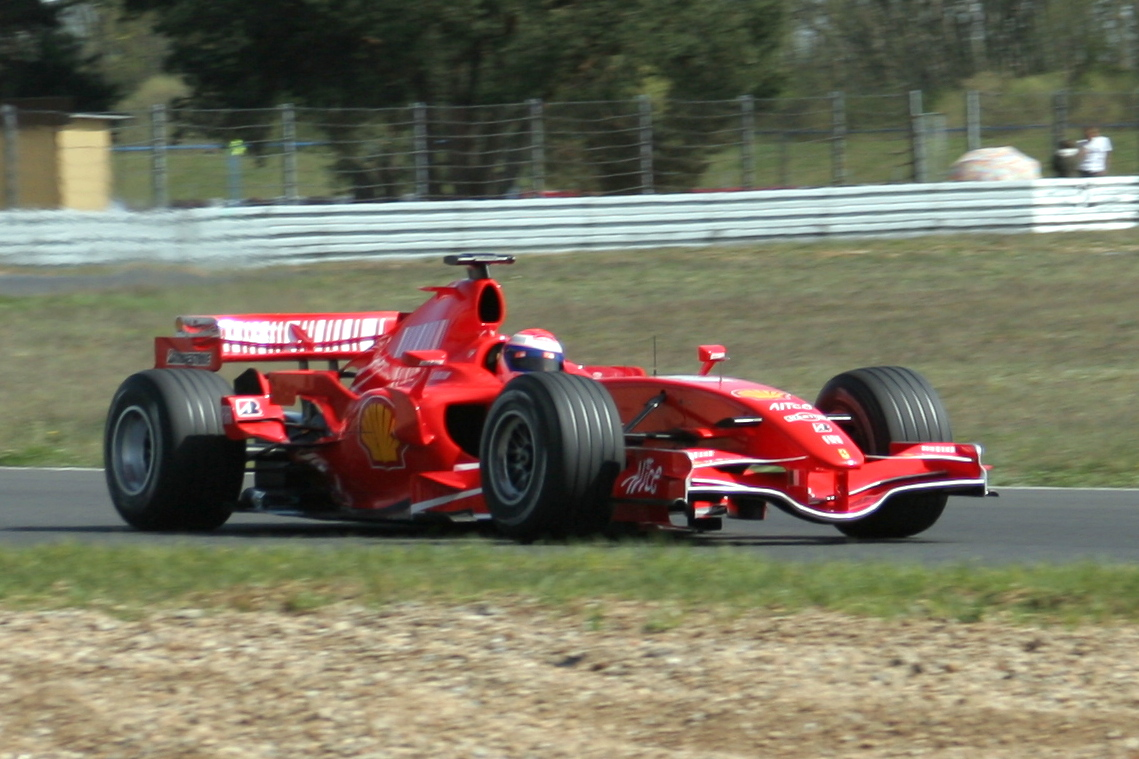
Жене тестирует Ferrari в.

Не найдя место ни в одной из команд на сезон 2001 года, Жене подписал контракт с Williams на должность тест-пилота. Впоследствии он проехал несколько Гран-при за Williams. Впервые это произошло на Гран-при Италии 2003 года, где Ральф Шумахер не смог принять участие в гонке из-за сотрясения мозга. Жене добыл свой наилучший результат в Формуле-1, заняв 5 место, но к следующей гонке в США Ральф Шумахер восстановился и вернулся в команду. После травмы спины, полученной Ральфом Шумахером на Гран-при США 2004 года, Жене заменял его на Гран-при Франции и Великобритании, но не набрал очков. После этих гонок место перешло к Антонио Пиццонии, и Жене больше не участвовал в гонках Формулы-1.
В ноябре 2004 года Жене подписал контракт на должность тест-пилота Scuderia Ferrari, где он работал вместе с бывшим напарником по Minardi Лукой Бадоером. Его контракт был перезаключён в 2007 году. Ограничение на тесты с 2007 повлияло на количество участия в тестах. Марк Жене был нацелен на подписание контракта с командой Campos Grand Prix, собиравшейся участвовать в сезоне 2010 Формулы-1, но проект был свёрнут.

## Другие гоночные серии
Жене подписал контракт с заводской командой Peugeot для выступлений на прототипе Peugeot 908 в Серии Ле-Ман, в 24 часах Ле-Мана. В 2008 Жене попал в серьёзную аварию на Peugeot 908 в практике 24 часов Ле-Мана 2008 года, сломал палец на ноге, но смог выбраться из машины. Тем не менее, спустя год экипаж Peugeot, состоявший из Марка Жене, Дэвида Брэбема и Александра Вурца, прошёл 382 круга на пути к победе в 24 часах Ле-Мана 2009 года. Жене проводил последний отрезок гонки и привёл Peugeot 908 к победе под овации французской публики, это прервало серию побед Audi в престижном соревновании. В 2010 году на этом же автомобиле выиграл гонку «12 часов Себринга» серии ALMS, выступая в экипаже с Энтони Дэвидсоном и Александром Вурцем.

## Результаты гонок в Формуле-1
| Легенда к таблице |                                                                    |
| --- | ------------------------------------------------------------------ |
| В таблице перечислены результаты всех Гран-при Формулы-1, в которых принимал участие гонщик. Строками таблицы являются сезоны, столбцами — этапы чемпионата мира. В каждой клетке указаны сокращённое название этапа и результат, дополнительно обозначенный цветом. Расшифровка обозначений и цветов представлена в нижеследующей таблице. |                                                                    |
| \| Пример \| Описание \| \| ------------ \| ------------------------------------------------------------------ \| \| 1 \| Победитель \| \| 2 \| Второе место \| \| 3 \| Третье место \| \| 5 \| Финишировал, заработав очки \| \| Сход \| Не финишировал, но при этом заработал очки \| \| 12 \| Финишировал, не получив очков \| \| НКЛ \| Финишировал, но не попал в финальную классификацию \| \| 15 \| Участвовал вне зачёта, либо по отдельной классификации \| \| 18 \| Не финишировал, но попал в финальную классификацию \| \| Сход \| Не финишировал \| \| НКВ \| Не прошёл квалификацию \| \| НПКВ \| Не прошёл предквалификацию \| \| ДСК \| Дисквалифицирован \| \| ИСК \| Исключён из протокола соревнований \| \| ТТ \| Заявлен для участия только в тренировках \| \| НС \| Участвовал в квалификации, но не стартовал в гонке \| \| Т \| Травмирован или болен \| \| ОТК \| Отказ от участия \| \| НТР \| Прибыл на соревнования, но на трассу не выезжал \| \| НПР \| Был заявлен в числе участников, но не прибыл к началу соревнований \| \| О \| Соревнования отменены \| \| \| Не участвовал \| \| Поул-позиция \| \| \| Быстрый круг \| \| |                                                                    |
| Пример | Описание                                                           |
| 1 | Победитель                                                         |
| 2 | Второе место                                                       |
| 3 | Третье место                                                       |
| 5 | Финишировал, заработав очки                                        |
| Сход | Не финишировал, но при этом заработал очки                         |
| 12 | Финишировал, не получив очков                                      |
| НКЛ | Финишировал, но не попал в финальную классификацию                 |
| 15 | Участвовал вне зачёта, либо по отдельной классификации             |
| 18 | Не финишировал, но попал в финальную классификацию                 |
| Сход | Не финишировал                                                     |
| НКВ | Не прошёл квалификацию                                             |
| НПКВ | Не прошёл предквалификацию                                         |
| ДСК | Дисквалифицирован                                                  |
| ИСК | Исключён из протокола соревнований                                 |
| ТТ | Заявлен для участия только в тренировках                           |
| НС | Участвовал в квалификации, но не стартовал в гонке                 |
| Т | Травмирован или болен                                              |
| ОТК | Отказ от участия                                                   |
| НТР | Прибыл на соревнования, но на трассу не выезжал                    |
| НПР | Был заявлен в числе участников, но не прибыл к началу соревнований |
| О | Соревнования отменены                                              |
| | Не участвовал                                                      |
| Поул-позиция |                                                                    |
| Быстрый круг |                                                                    |

| Сезон | Команда                      | Шасси         | Двигатель     | Ш | 1        | 2        | 3        | 4        | 5        | 6        | 7        | 8      | 9      | 10     | 11       | 12     | 13       | 14    | 15     | 16       | 17       | 18  | Место | Очки |
| ----- | ---------------------------- | ------------- | ------------- | - | -------- | -------- | -------- | -------- | -------- | -------- | -------- | ------ | ------ | ------ | -------- | ------ | -------- | ----- | ------ | -------- | -------- | --- | ----- | ---- |
| 1999  | Fondmetal Minardi Ford       | Minardi M01   | Ford V10      | B | АВС Сход | БРА 9    | САН 9    | МОН Сход | ИСП Сход | КАН 8    | ФРА Сход | ВЕЛ 15 | АВТ 11 | ГЕР 9  | ВЕН 17   | БЕЛ 16 | ИТА Сход | ЕВР 6 | МАЛ 9  | ЯПО Сход |          |     | 18    | 1    |
| 2000  | Telefónica Minardi Fondmetal | Minardi M02   | Fondmetal V10 | B | АВС 8    | БРА Сход | САН Сход | ВЕЛ 14   | ИСП 14   | ЕВР Сход | МОН Сход | КАН 16 | ФРА 15 | АВТ 8  | ГЕР Сход | ВЕН 15 | БЕЛ 14   | ИТА 9 | США 12 | ЯПО Сход | МАЛ Сход |     | 19    | 0    |
| 2003  | BMW WilliamsF1 Team          | Williams FW25 | BMW V10       | M | АВС      | МАЛ      | БРА      | САН      | ИСП      | АВТ      | МОН      | КАН    | ЕВР    | ФРА    | ВЕЛ      | ГЕР    | ВЕН      | ИТА 5 | США    | ЯПО      |          |     | 17    | 4    |
| 2004  | BMW WilliamsF1 Team          | Williams FW26 | BMW V10       | M | АВС      | МАЛ      | БАХ      | САН      | ИСП      | МОН      | ЕВР      | КАН    | США    | ФРА 10 | ВЕЛ 12   | ГЕР    | ВЕН      | БЕЛ   | ИТА    | КИТ      | ЯПО      | БРА | 23    | 0    |